# شهرداری گرگان
 شهرداری گرگان  یک شهرداری است که در مرکز استان گلستان شهر گرگان قرار دارد. این نهاد مسئولیت اداره شهر گرگان را بر عهده داشته و مدیریت این سازمان برعهده شهردار این شهر است که از طریق آرای شورای شهر گرگان انتخاب می‌شود و حکم وی توسط وزیر کشور ابلاغ میگردد. شهرداری گرگان، شامل سه منطقه‌است که اداره مناطق شهری گرگان به عهده شهردار منطقه می‌باشد و هر منطقه شامل چند ناحیه شهری است.

## تاریخچه
ادارهٔ امور شهر در گذشته در دست محتسب‌ها و داروغه‌ها بود که توسط حاکمان وقت انتخاب می‎شدند. در یکی از گزارش‌های مربوط به استرآباد آمده است: آقا محمود بیگلربیگی مدتی امورات شهر استرآباد را اداره می‎کرد. امر نظافت و پاکیزگی به عهدهٔ اهالی بود که در محلات مختلف زندگی می‎کردند. گاهی حکمران نیز دخالت می‎کرد و به نظافت می‎پرداخت. چنان‌چه در سال ۱۲۹۲ خورشیدی حسب امر ایالت در بازار جار کشیدند، تا اهالی بلد، کوچه و محلات را جاروب نمایند. راه‌اندازی ادارهٔ بلدیه در استرآباد همچون دیگر مظاهر تمدنی نسبت به پایتخت دیرتر صورت گرفت. ولی پاره‌ای گزارش‌ها نشانگر آن است که در عصر احمدشاه، بلدیه در شهر استرآباد فعال و وظیفهٔ شهرداری و شهربانی را توأمان انجام می‌داد.

در یکی از گزارش‌های وکیل‌الدوله مقصودلو آمده است: حسب‌الامر حکومت وقت سعدالسلطنه، رئیس مالیهٔ مباشرت بلدیه، را واگذار به وکیل‌التجار نموده‌اند. لکن معتمدالدوله به دولت تقاضا نموده که چهل نفر آژان اضافه نمایند. دولت حالیه، آن‌تُقا را مجری داشته که جمع آژان هفتاد نفر خواهند بود و ماهی دو تومان حقوق خواهند داد. سارقان که در نظمیه حبس بوده، یک ماه است با لباس مخصوص محلات کوچه‌های شهر را جاروب‌کشی می‌نمایند.

شهرداری گرگان در سال ۱۳۰۴ تأسیس شد. اما باید پذیرفت که تأسیس بلدیه به پیش از سال ۱۳۰۴ برمی‌گردد. گفته شده‌است مکان اولیهٔ استقرار بلدیه در «درخانه» عمارت آقا محمد خانی بود. با تأسیس ساختمان شهرداری ،ادارهٔ بلدیه رسماً به مکان نو خود انتقال یافت و نام آن از سال ۱۳۱۴ تحت عنوان شهرداری فراگیر شد.

شهرداری در گذشته دارای وظایف متعدد و زیادی بود که آبرسانی به محلات، ایجاد و تعمیر معابر و نظافت آن‌ها، تأمین روشنایی، نظارت بر حمام‌ها، مهمانخانه‌ها، نانوایی‌ها و قبرستان از جمله این وظایف بودند.

### آبرسانی
در گذشته، آب شهر استرآباد از طریق رود خاصه‌رود و چند قنات تأمین می‌شد و یکی از کارهای بلدیه، نظارت بر تقسیم آب شهر بود. به همین منظور، مأموران بلدیه روزها آب را به محلات می دادند و شب‌ها آن را در میان باغداران اطراف شهر تقسیم می‌کردند. بعدها شهرداری در بعضی از محلات مثل میدان سر خواجه منبع آبی درست کرد و برای استفادهٔ اهالی ،شیر آب هم در آن کار گذاشت. در سال ۱۳۳۱ خورشیدی، مهندسان بهداشت منطقهٔ مازندران سه حلقه چاه در سه نقطهٔ شهر در محلات دربنو، سرپیر و فلکهٔ شهرداری حفر نمودند و در نتیجه، سه کیلومتر لوله‌کشی و ۱۴ شیر عمومی کار گذاشته شد. به علاوه یک منبع ۶۰۰ متر مکعبی در منتهی‌الیه ضلع جنوبی خیابان شالیکوبی آن ساخته شد. طی سال‌های ۱۳۳۶  ،۱۳۴۰ ،۱۳۴۱ و ۱۳۴۲ نیز اقداماتی در جهت آبرسانی به شهر صورت گرفت.

تأمین آب شهر تا مدت‌ها در دست شهرداری بود. تا این که سازمان آب تشکیل شد. 

### برق‌رسانی
تا مدت‌ها تأمین روشنایی شهر گرگان برعهدهٔ شهرداری بود. به همین منظور، مأموران شهرداری تعدادی فانوس تهیه کرده بودند که شب‌ها آن‌ها را پر از نفت کرده و در معابر آویزان می‌کردند. مسئول این کار در شهر استرآباد تا مدت‌ها نصرالله گرامی، کارمند شهرداری بود.

بعدها کارخانهٔ برق در پشت هتل میامی (میدان شهرداری) بنیانگذاری شد. مالکیت این کارخانه خصوصی بود، ولی طرف قرارداد آن شهرداری بود. این کارخانه تا سال‌های ۱۳۴۷-۱۳۴۶ فعال و سرانجام به دولت واگذار شد.

## مناطق
- شهرداری منطقه یک [۳]

شهردار: مجید طاهری
- شهرداری منطقه دو[۴]

شهردار: حسین تجری
- شهرداری منطقه سه[۵]

شهردار: محسن کریمی

## معاونت‌ها[۶]
- معاونت اداری مالی

مجید میرزا حسینی
- معاونت محیط زیست و خدمات شهری

احمد سالاری
- معاونت زیربنایی، حمل و نقل و ترافیک

مقداد صادقیان
- معاونت فنی و شهرسازی

شهرام شاکری

## سازمان‌ها
- سازمان آتش‌نشانی و خدمات ایمنی[۷]
- سازمان مدیریت حمل‌ونقل، بار و مسافر[۸]
- سازمان سیما، منظر و فضای سبز

سازمان پارک‌ها و فضای سبز شهرداری گرگان به دنبال نیاز مبرم به ایجاد ساختاری منسجم و تخصصی جهت حفظ فضای سبز عمومی و توسعه آن در سال ۱۳۹۰ تأسیس شد. این سازمان با جذب نیروی انسانی و استقرار در خیابان شهید رجایی، تقاطع رسالت جنب آتش نشانی، متولی امر توسعه و حفظ و نگهداری فضای سبز گردید. در تابستان سال ۱۳۹۶ بر اساس دستورالعمل و چارت پیشنهادی سازمان شهرداری‌ها و دهداری‌های وزارت کشور این سازمان به سازمان سیما، منظر و فضای سبز تغییر نام داد.
- سازمان فرهنگی، اجتماعی و ورزشی[۱۰]

## باشگاه بسکتبال شهرداری گرگان
باشگاه بسکتبال شهرداری گرگان در سال ۱۳۴۸ خورشیدی در شهر گرگان تأسیس شده‌است. سرمربی فعلی تیم مصطفی هاشمی می‌باشد .